# Stapleton Cotton, 1. Viscount Combermere

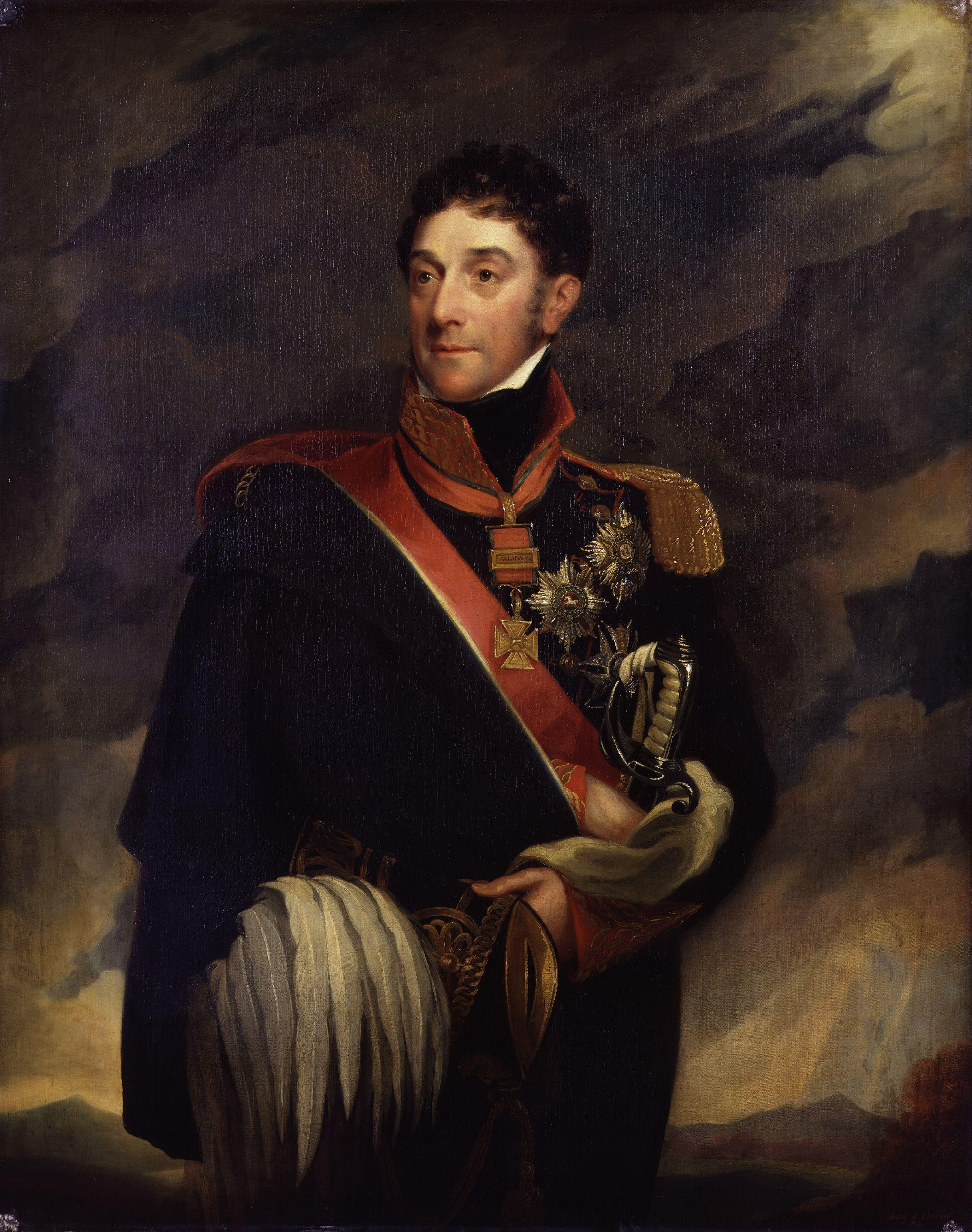
Stapleton Cotton, 1. Viscount Combermere; Ölgemälde von Mary Martha Pearson.

Stapleton Stapleton-Cotton, 1. Viscount Combermere (geborener Cotton, * 14. November 1773 in Lleweni Hall, Denbighshire; † 21. Februar 1865 in Clifton bei Bristol) war ein britischer Feldmarschall und Politiker.

## Leben

### Frühes Leben
Stapleton Cotton war der zweite Sohn von Sir Robert Salusbury Cotton, 5. Baronet und Frances Stapleton. Er besuchte die Westminster School und anschließend die private Militärschule Norwood House in Bayswater. Als 16-Jähriger wurde er am 26. Februar 1790 als Second Lieutenant des 23th Regiment (Royal Welch Fusiliers) in die British Army aufgenommen. Am 16. März 1791 wurde er zum Lieutenant befördert. Im Februar 1793 erhielt er durch Kauf den Posten eines Captain beim 6th (Inniskilling) Regiment of Dragoons, mit dem er ab August 1793 den Feldzug des Duke of York and Albany in Flandern mitmachte und sich besonders in der Schlacht von Le Cateau (29. März 1794) auszeichnete. Im September 1794 stieg er zum Lieutenant-Colonel des 25th Regiment of (Light) Dragoons auf. Als er mit seinem Regiment den Wachdienst für Georg III. in Weymouth versah, wurde er ein Günstling des Königs. 1796 begab er sich mit seinem Regiment nach Indien und beteiligte sich auf dem Weg dorthin im Juli und August 1796 an den militärischen Operationen in der Kapkolonie. Drei Jahre später, 1799, diente er im Krieg gegen Tipu Sultan und nahm an der Erstürmung von Seringapatam teil, bei der er erstmals Colonel Arthur Wellesley, den späteren Duke of Wellington, kennenlernte.
Bald danach durfte er als designierter Erbe seines Vaters gemäß dessen Wunsch nach England heimkehren, wo er im Februar 1800 den Posten des befehlshabenden Offiziers des damals in Brighton stationierten 16th Regiment of (Light) Dragoons erhielt. Mit seinem Regiment ging er 1802 nach Irland und wirkte 1803 an der Unterdrückung des Aufstands von Robert Emmet mit. Bereits am 1. Januar 1800 war er zum Colonel befördert worden; und am 2. November 1805 erfolgte seine Ernennung zum Major-General. Von 1806 bis 1814 saß er als Abgeordneter für das Borough Newark-on-Trent im britischen House of Commons. Am 24. August 1809 erbte er die Ländereien seines Vaters sowie dessen Adelstitel als 6. Baronet, of Combermere in the County Palatine of Chester.

### Rolle in den Napoleonischen Kriegen
Während der Napoleonischen Kriege auf der Iberischen Halbinsel wurde Cotton im August 1808 nach Vigo entsandt. Im Verlauf seines Einsatzes in Portugal rückte er bald in die Position eines Kommandanten in Wellingtons Reiterei auf. Hier zeigte er so großen Mut und Urteilsvermögen, dass er als bedeutender Kavallerie-Offizier Ruhm erlangte. Er nahm unter anderem im Mai 1809 an der Zweiten Schlacht bei Oporto und im Juli 1809 an der Schlacht bei Talavera teil. Aufgrund des Todes seines Vaters kehrte er 1809 kurzzeitig nach England zurück, um seine von diesem geerbten Güter zu inspizieren. Im Mai 1810 ging er wieder nach Portugal, wurde Oberbefehlshaber der gesamten unter Wellington vereinigten Reiterei und deckte im Herbst 1810 den Rückzug der anglo-portugiesischen Streitkräfte hinter die Linien von Torres Vedras.
Am 1. Januar 1812 zum Lieutenant-General befördert, zeichnete sich Cotton am 22. Juli 1812 in der Schlacht bei Salamanca derart aus, dass Wellington ihm persönlich für seinen Einsatz dankte. Am nächsten Tag wurde er durch die verirrte Kugel eines portugiesischen Wachsoldaten gefährlich am rechten Arm verletzt, der aber nicht wie befürchtet amputiert werden musste. In Anerkennung seiner Tapferkeit erhielt er am 21. August 1812 die Würde eines Knight Companion des Order of the Bath. Nach einer vorübergehenden Heimkehr befehligte er wieder die alliierte Reiterei in den Feldzügen in Spanien und Südfrankreich bis zum Friedensschluss, wobei er u. a. im Juli 1813 an der Pyrenäenschlacht, im Februar 1814 an der Schlacht bei Orthez sowie im April 1814 an der Schlacht bei Toulouse teilnahm. Für seine militärischen Verdienste wurde er am 3. Mai 1814 als Baron Combermere zum Peer erhoben, wodurch er aus dem House of Commons ausschied und einen Sitz im House of Lords erhielt. Im Rahmen der Reform des Order of the Bath wurde er am 4. Januar 1815 zum Knight Grand Cross dieses Ordens erhoben. An der Schlacht bei Waterloo (18. Juni 1815) nahm er nicht teil, da der Oberbefehl über die Kavallerie auf Betreiben des Prinzregenten an Lord Uxbridge übertragen worden war. Nach der Verwundung des Letzteren übernahm er dessen Kommando und blieb bis zur Verringerung der Besatzungsarmee 1816 in Frankreich.

### Spätere Karriere und Tod

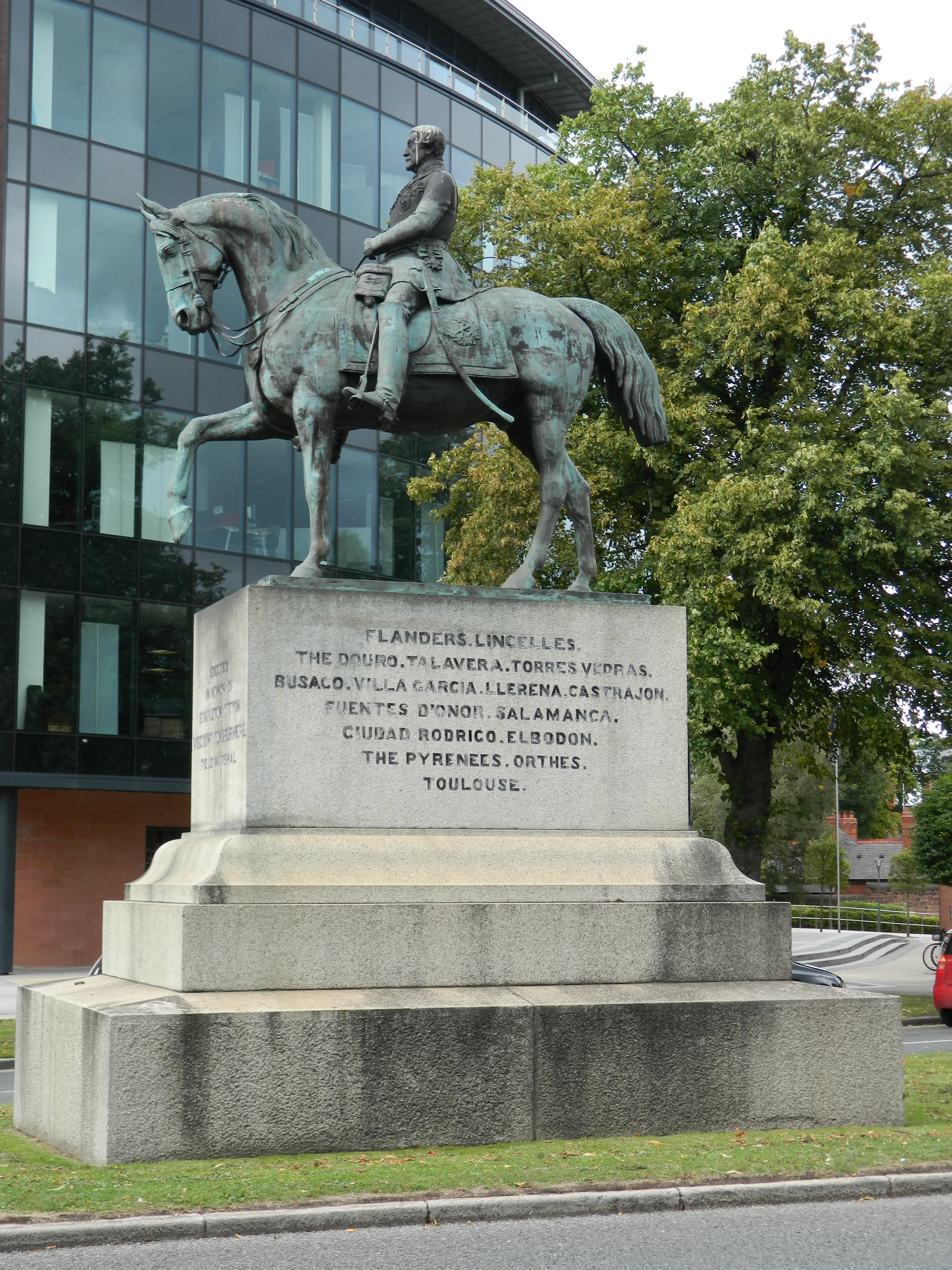
Reiterstandbild des 1. Viscount Combermere in Chester

Im März 1817 wurde Cotton Gouverneur von Barbados und Kommandant der westindischen Streitkräfte, welchen Posten er bis Juni 1820 behielt. Er nutzte dort die Gelegenheit seine zwei Zuckerrohrplantagen auf Nevis und St. Kitts zu besuchen, die er 1815 beim Tod seiner Tante Catherine Stapleton geerbt hatte. Von 1821 bis 1829 amtierte er als Colonel der 3rd (King’s Own) Light Dragoons. Von 1822 bis 1825 führte er den Oberbefehl in Irland. Am 27. Mai 1825 wurde er zum General und im gleichen Jahr als Nachfolger von Edward Paget zum Oberbefehlshaber aller Streitkräfte in Indien ernannt. Als solcher eroberte er im Januar 1826 das feste, uneinnehmbar erscheinende Bharatpur, wofür er am 8. Februar 1827 den Titel Viscount Combermere verliehen bekam.
Am 21. November 1827 änderte er mit königlicher Lizenz seinen Familiennamen nach der Familie seiner Mutter von „Cotton“ zu „Stapleton-Cotton“.
1829 wurde er zum Colonel der 1st Life Guards ernannt. 1830 kehrte Cotton nach England zurück, wo er sein weiteres Leben verbrachte und sich politisch betätigte. So widersetzte er sich im House of Lords der Gleichberechtigung der Katholiken und diversen Reformgesetzen. Im Oktober 1852 folgte er Wellington nach dessen Tod als Konstabler des Tower und Lord Lieutenant der Tower Hamlets. Am 2. Oktober 1855 wurde er zum Field Marshal befördert und am 19. August 1861 zum Knight Companion des Order of the Star of India ernannt. Er starb am 21. Februar 1865 im Alter von 91 Jahren in Colchester House in Clifton bei Bristol und wurde in St Margaret’s Church in Wrenbury beigesetzt. Ein bronzenes Reiterstandbild, ein Werk des Barons Carlo Marochetti, für das der Feldmarschall in seinem letzten Lebensjahr wiederholt Modell gestanden hatte, wurde in Chester auf Kosten der Einwohner Cheshires errichtet und im Oktober 1865 enthüllt.

### Ehen und Nachkommen
In erster Ehe vermählte sich Stapleton Cotton am 1. Januar 1801 mit Lady Anna Maria Pelham-Clinton (1783–1807), Tochter des Thomas Pelham-Clinton, 3. Duke of Newcastle, und der Lady Anna Maria Stanhope, Tochter des William Stanhope, 2. Earl of Harrington. Mit ihr hatte er einen Sohn:
- Robert Henry Stapleton Cotton (1802–vor 1865).

In zweiter Ehe heiratete er am 18. Juni 1814 Caroline Greville (um 1793–1837), Tochter des William Fulke Greville (1751–1837), Unterhausabgeordneter und Captain der Royal Navy, und der Meliora Southwell. Mit ihr hatte er einen Sohn und Erben sowie zwei Töchter:
- Wellington Stapleton-Cotton, 2. Viscount Combermere (1818–1891), ⚭ 1844 Susan Alice Sitwell;
- Hon. Meliora Emily Anna Maria Stapleton-Cotton (um 1820–1897), ⚭ 1853 John Charles Frederick Hunter;
- Hon. Caroline Frances Stapleton-Cotton (um 1822–1893), ⚭ 1837 Arthur Hill, 4. Marquess of Downshire.

In dritter Ehe heiratete er am 2. Oktober 1838 Mary Woolley Gibbings (um 1799–1889), Tochter des Robert Gibbings, Gutsherr von Gibbingsgrove im County Cork, und der Barbara Woolley. Die Ehe blieb kinderlos. Nach seinem Tod verfasste sie gemeinsam mit William Wallingford Knollys, dem Sohn des Generals William Thomas Knollys, eine Biographie ihres Mannes unter dem Titel Memoirs and Correspondence of Field-Marshal Viscount Combermere (2 Bde., London 1866). Aus ihrer Feder sind auch Gedichte erschienen.